# Ngroto (Pujon)
Ngroto is een bestuurslaag in het regentschap Malang van de provincie Oost-Java, Indonesië. Ngroto telt 6209 inwoners (volkstelling 2010).